# Isole Intermontane

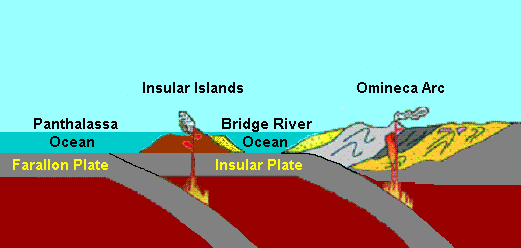
Tettonica delle placche lungo la costa occidentale del Nord America, attorno a 130 milioni di anni fa.

Le Isole Intermontane erano una vasta catena di isole vulcaniche attive situate nell'oceano Pacifico durante il Triassico, attorno a 245 milioni di anni fa. Si estendevano per oltre 1300 km innalzandosi sopra una microplacca tettonica nota come placca intermontana. 

## La collisione delle Isole Intermontane
All'inizio del Giurassico inferiore, le Isole Intermontane e la parte nordoccidentale del Pacifico si avvicinarono perché il continente si muoveva verso ovest e la placca intermontana entrava in subduzione. Sul continente, la subduzione supportò un nuovo arco vulcanico che spinse rocce intrusive granitiche negli antichi sedimenti continentali. Circa 180 milioni di anni fa, a metà del Giurassico, anche l'ultima porzione della microplacca era interamente subdotta e le Isole Intermontane entrarono in collisione con il Pacifico nordoccidentale dando luogo alla formazione della Columbia Britannica, in Canada. 
Le Isole Intermontane erano tuttavia troppo grandi per sprofondare interamente al di sotto del continente per cui la zona di subduzione della placca intermontana si chiuse saldandosi al continente, ponendo fine all'arco vulcanico e formando la cintura Intermontana. 
Dal momento che la Cintura Intermontana era in accrezione sul margine continentale, la zona di subduzione della placca insulare divenne la zona di subduzione attiva lungo il margine continentale.
L'oceano tra le Isole Intermontane e il Nord America, viene chiamato dai geologi Oceano Slide Mountain. Il nome deriva dallo Slide Mountain Terrane, un terrane formato dalle rocce del fondale dell'antico oceano.